# Crematogaster kachelibae
Crematogaster kachelibae är en myrart som beskrevs av Arnold 1954. Crematogaster kachelibae ingår i släktet Crematogaster och familjen myror. Inga underarter finns listade i Catalogue of Life.